# Winchester, Illinois
Winchester är administrativ huvudort i Scott County i den amerikanska delstaten Illinois. Stephen A. Douglas arbetade i Winchester som lärare och Abraham Lincoln höll ett tal i staden i augusti 1854. Talet handlade om Lincolns syn på Kansas-Nebraskalagen.